# 己連
己連（これん、生没年不詳）は、百済の官僚。官位は「奈率」（百済の官位十六品の第六位）。『日本書紀』では中部奈率己連と登場する。己連は、『日本書紀』欽明紀六年五月条「奈率其㥄」と同一人とみられる。

## 考証
金鉉球は、己連を物部氏とみなしており、日本人であるが、百済王権に仕えた倭系百済官僚であると指摘している。李弘稙も「中部奈率己連もまたその姓が示されて居らぬが、入朝使には多くは日本系官吏が選ばれたやうであるから物部氏人で、…連は莫哥武連のそれと同じくムラジのことで…」と指摘しており、物部氏系百済官僚としている。一方、李在碩は「彼が果たして倭系人であったかどうかは、これだけの史料からは一応不明といわざるを得ない」と述べている。